# Georges Béaruné
Georges Béaruné (27 luglio 1989) è un calciatore francese, difensore del Central Sport.

## Carriera

### Club
Dal 2009 gioca nella squadra neocaledoniana del Gaïtcha.

### Nazionale
Nel 2011 debutta con la Nazionale di calcio della Nuova Caledonia.